# Ludolf Haase

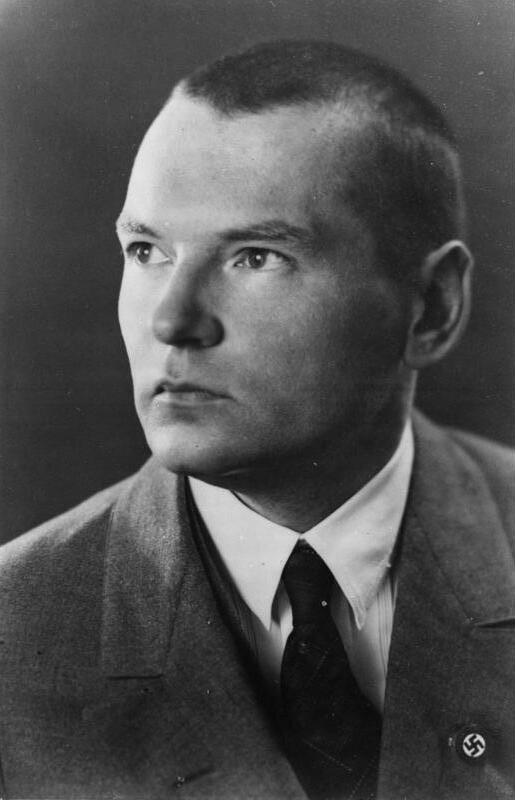
Ludolf Haase (1926), NSDAP-Parteiabzeichen am Revers

Ludolf Haase (* 6. Januar 1898 in Hannover; † 3. Oktober 1972 in Wunstorf) war ein deutscher Mediziner und von 1925 bis 1928 NSDAP-Gauleiter des Gaues Hannover-Süd.

## Leben
Haase war der Sohn eines Arztes. Nach Besuch der Volksschule sowie des Goethegymnasiums in Hannover und Absolvierung des Kriegsdienstes 1918/1919 studierte er an der Universität Göttingen Medizin. Im Sommer 1926 absolvierte er sein Staatsexamen; 1927 wurde er ohne Promotion als Arzt approbiert; jedoch lässt sich „keine ärztliche Tätigkeit nachweisen“. In Göttingen übernahm er 1921 den Vorstand der dortigen Ortsgruppe des Deutschvölkischen Schutz- und Trutzbundes und gründete 1922 aus verschiedenen völkisch-antisemitischen Verbänden die erste Ortsgruppe der NSDAP in Göttingen. Nach eigenen Angaben habe ihm für seinen völkisch-antisemitischen Einsatz die Lektüre der Forderungen Gustav Stilles in dessen 1919 publizierter Schrift Kampf gegen das Judentum die Augen geöffnet.
Über alle Spaltungs- und Auflösungstendenzen der frühen nationalsozialistischen Bewegung hinweg war Haase stets Adolf Hitler persönlich ergeben, von dem er am 26. und 27. Mai 1924 während dessen Haft in der Festung Landsberg empfangen wurde. Von da an bestand über Haases Freund, den Studenten Hermann Fobke, der als Angehöriger des „Stoßtrupps Adolf Hitler“ ebenfalls in Landsberg inhaftiert war, eine kontinuierliche Verbindung zu Hitler.

### Gauleiter Hannover-Süd der NSDAP
Zum 9. März 1925 trat Haase der neugegründeten NSDAP bei (Mitgliedsnummer 2.827), er avancierte zum Göttinger Kreisleiter der NSDAP und amtierte von März 1925 bis Juli 1928 als NS-Gauleiter Hannover-Süd. Unter Haases Führung, so der Historiker Hans-Jürgen Döscher, „entwickelten sich die Ortsgruppen Hannover und Göttingen zu den aktivsten und größten Stützpunkten der Nationalsozialisten in Niedersachsen“. Joseph Goebbels notierte, nachdem er Haase in Hannover besucht hatte, am 20. September 1925 in sein Tagebuch: „Konsequenter, radikaler Intelligenzler. Kalt, nüchtern, ohne Reiz. Man liebt ihn nicht, man achtet ihn.“ Haase gehörte der von Gregor Strasser initiierten Arbeitsgemeinschaft nordwestdeutscher Gauleiter an. Auf der Gründungsversammlung der Arbeitsgemeinschaft im September 1925 trat er als vehementer Gegner einer Wahlbeteiligung von Nationalsozialisten auf, eine Position, die er auch gegen Weisungen der Parteileitung durchsetzen wollte.
Im März 1927 kündigte Haase im Völkischen Beobachter Grundsätzliches zur nationalsozialistischen Innen- und Judenpolitik an:

„Rücksichtslos wird alles niedergebrochen werden, was den deutschen Menschen, dessen Wohl in den Mittelpunkt alles Denkens tritt, zu benachteiligen vermöchte. Das Ende fremdrassiger Blutzufuhr wird herbeigeführt durch Ausscheidung des Judentums und Fremdengesetze. Mit voller Wucht hat der Kampf gegen Keimschädigung durch Volksseuchen einzusetzen, der heute überhaupt nicht geführt wird, denn Rassenhygiene gibt es im jetzigen Staat des Geldsacks naturgemäß nicht. Noch brutaler gilt es, jede Form einer Internationale auszurotten.“

Nachdem er schon im Juli 1928 die Leitung des Gaues abgegeben hatte, zog er sich 1933 wegen der Folgewirkungen einer Kopfverletzung, die er sich schon 1924 bei einer Saalschlacht mit Sozialdemokraten zugezogen hatte, ganz aus der direkten Parteiarbeit zurück. Von Dezember 1941 bis Juni 1942 arbeitete Haase als Assistent am Pathologischen Institut der Universität Göttingen.

### Referent Herbert Backes im Reichsministerium für Ernährung
Am 13. Juli 1942 stellte der Staatssekretär im Reichsministerium für Ernährung und Landwirtschaft und SS-Obergruppenführer Herbert Backe den Antrag, Ludolf Haase in seinem Ministerium anzustellen. Backe und Haase kannten sich aus der gemeinsamen „Kampfzeit“ der frühen NSDAP in Göttingen. 1942 verfasste Haase für den nun von Hitler an Stelle Walther Darrés mit der Leitung des Ministeriums betrauten Backe eine Denkschrift, in der zur „Erringung der Nahrungsfreiheit“ die „Germanisierung“ der „weiten Räume“ im Osten forderte. Das deutsche Bauerntum habe die „immer reicher fließende Quelle des Blutes und der Gesundheit für das Deutschtum zu sein“. Eine Verdoppelung der Deutschen und deren Steigerung auf die 200-Millionen-Grenze zu Ende des Jahrhunderts sei realistisch, so dass „die Wolga dann nicht des Deutschtums Grenze [wäre], sondern des Deutschtums Strom!“ Im Reichsamt für das Landvolk wurde er Leiter des bäuerlichen Berufserziehungswerkes. In dieser Funktion sprach er in der Reichsschule Süd in Walding bei Linz vor Kreisbauernführern. Die Reichsschule Süd wurde vom Schriftsteller Karl Itzinger geführt.
Ebenfalls im Jahre 1942 wurde seine erst 1941 von der Medizinischen Fakultät der Universität Göttingen angenommene Dissertation „Über das Syndrom der Akrokephalosyndaktylie“ publiziert. Darin untersucht Haase Missbildungen von Menschen mit „turmköpfiger Schädelbildung“ und „nicht geschiedenen Fingern“. Er fordert in seiner Dissertation aufgrund der „durchgängig schweren Minderwertigkeit“ deren Sterilisierung.

### Nachkriegszeit
Nach dem Krieg praktizierte Haase ab Herbst 1945 als Arzt im Raum Hannover, zunächst in Dedensen, anschließend in Wunstorf. Im April 1949 stufte ihn der „Entnazifizierungs-Hauptausschuss für besondere Berufe“ der Stadt Hannover in die Kategorie IV (Mitläufer) ein, mit der Begründung, die Verhandlung habe gezeigt, dass es sich bei Haase „um einen Idealisten handelt, der ursprünglich der Partei zugestimmt hat, sie aber in entscheidenden Gedankengängen nicht nur abgelehnt, sondern auch bekämpft hat“.
Die am 7. Februar 1937 mit dem Vermerk „Gründer der NSDAP Göttingen“ verliehene Ehrenbürgerschaft der Stadt Göttingen wurde ihm am 25. August 1952 aberkannt.

## Schriften
- Ludolf Haase: Aufstand in Niedersachsen. Der Kampf der NSDAP. 1. Halbband 1921 (ohne Ortsangabe). 2. verbesserte und vermehrte Niederschrift 1924 (ohne Ortsangabe), vervielfältigtes Manuskript in Maschinenschrift (Handschriften-Abteilung der Niedersächsischen Staats- und Universitäts-Bibliothek Göttingen).